# Milton Erickson Gesellschaft für Klinische Hypnose
Die Milton Erickson Gesellschaft Deutschland (M.E.G.) ist eine Fachgesellschaft für Klinische Hypnose, die sich satzungsgemäß der Förderung und Verbreitung des psychotherapeutischen Ansatzes von Milton H. Erickson widmet. Die M.E.G. als gemeinnütziger Verein bietet Fachleuten aus den Bereichen Psychotherapie, Psychologie und Medizin eine Plattform für den Austausch und die Fort- und Weiterbildung und fühlt sich der seriösen, wissenschaftlich fundierten Hypnose und Hypnotherapie verpflichtet.

## Geschichte
Milton Erickson war ein einflussreicher Psychiater und Psychotherapeuten des 20. Jahrhunderts, der die klinische Hypnose und Hypnotherapie modernisierte und individualisierte. Die Milton Erickson Gesellschaft Deutschland wurde, durch Milton H. Erickson persönlich autorisiert, im Oktober 1978 in München von Wilhelm Gerl, Alida Jost-Peter und Burkhard Peter gegründet. Die Organisation entwickelte sich zu einer nationalen Fachgesellschaft mit mehr als 1800 Mitgliedern (Stand 2023) aus verschiedenen therapeutischen Bereichen und damit laut eigenen Angaben zu einer der mitgliederstärksten Hypnosegesellschaften im internationalen Vergleich.

## Ziele und Aufgaben
Die Milton Erickson Gesellschaft hat sich folgende Ziele gesetzt:

### Verbreitung von Ericksons Ideen
Die Gesellschaft macht die Konzepte und Methoden von Milton H. Erickson im deutschsprachigen Raum bekannt. Sie organisiert Vorträge, Workshops und Konferenzen, auf denen Experten über Ericksons Ansätze referieren und deren Anwendung in der Praxis demonstrieren und diskutieren.

### Austausch und Vernetzung
Die Gesellschaft bietet Psychotherapeuten, Psychologen und anderen Fachleuten aus verwandten Bereichen die Möglichkeit, sich auszutauschen und zu vernetzen. Regelmäßige Treffen in regionalen und überregionalen Gruppen und Online-Foren fördern den Wissensaustausch und die Zusammenarbeit. Die M.E.G. hat sich auch international zu einer anerkannten Organisation auf dem Gebiet der Psychotherapie entwickelt. Sie arbeitet eng mit anderen nationalen und internationalen Organisationen zusammen, um den Austausch von Wissen und Erfahrungen auf dem Gebiet der hypnotherapeutischen und psychotherapeutischen Praxis zu fördern. So ist die M.E.G. Mitglied der "International Society of Hypnosis" (ISH) und der "European Society of Hypnosis" (ESH). Das Fortbildungscurriculum/Zertifikat "Klinische Hypnose (M.E.G.)" ist von der ISH anerkannt.
Die M.E.G. unterhält Partnerschaften mit verwandten Fachgesellschaften und kooperiert über ihren wissenschaftlichen Beirat mit Universitäten und Forschungseinrichtungen, um die wissenschaftliche Grundlage der Erickson´schen Therapie weiter zu stärken.

### Fort- und Weiterbildung
Ein zentrales Anliegen der Gesellschaft ist die Fort- und Weiterbildung von Fachleuten in den Methoden und Techniken, die basierend auf den Arbeiten von Milton Erickson entwickelt wurden. Sie bietet Fortbildungsmöglichkeiten in Form von Seminaren, Kursen und Zertifizierungsprogrammen an.
Die M.E.G. setzt sich auch für die Qualitätssicherung und ethische Standards in der hypnotherapeutischen Praxis ein. Sie legt größten Wert auf eine fundierte Ausbildung ihrer Mitglieder und Fortbildungsteilnehmer und fördert die kontinuierliche Weiterentwicklung und Supervision der Therapeuten, um eine hohe Behandlungsqualität zu gewährleisten.

### Forschung und Entwicklung
Die Gesellschaft unterstützt die Erforschung und Weiterentwicklung der Erickson´schen Methoden. Sie fördert wissenschaftliche Studien und Projekte, die dazu beitragen, das Verständnis und die Anwendung von hypnotherapeutischen Ansätzen in der Psychotherapie und Medizin zu verbessern. Unter anderem wurden eine randomisiert-kontrollierte Studie zur Nicht-Unterlegenheit der Hypnotherapie im Vergleich zur Kognitiven Verhaltenstherapie bei der Behandlung von leichten bis mittelschweren Depressionen und eine randomisiert-kontrollierte Studie zum Vergleich von Hypnotherapie mit einer Wartelistekontrollgruppe im Rahmen einer Pilotstudie bei der Behandlung der Agoraphobie finanziell von der M.E.G. gefördert.

## Struktur
Die Milton Erickson Gesellschaft für Klinische Hypnose steht allen Fachleuten offen, die in helfenden Berufen Hypnose und Hypnotherapie beratend oder therapeutisch anwenden und sich in einer Fortbildung bei der M.E.G. befinden oder diese abgeschlossen haben. Die Fort- und Weiterbildungen werden an selbstständig arbeitenden Fortbildungsinstituten (Regionalstellen) durchgeführt, welche sich auf gemeinsame Richtlinien und Curricula verständigt haben. Derzeit werden an 17 Regionalstellen die nachfolgenden M.E.G.-Fortbildungen sowie Fachseminare zu nahezu allen Bereichen der Psychotherapie und des Coachings angeboten. Die Zertifizierung erfolgt zentral über die M.E.G.-Geschäftsstelle in München.

## Jahrestagungen
Die Jahrestagung der Milton Erickson Gesellschaft Deutschland M.E.G. ist eine jährlich stattfindende Fachveranstaltung, die regelmäßig von ca. 1200 Expert:innen aus Psychotherapie, Medizin, Pädagogik und Coaching besucht wird und damit europaweit zu einer der größten Tagungen/Kongresse im Bereich der Psychotherapie zählt. Die Vorträge decken eine Vielzahl von Themen ab, einschließlich klinischer Anwendungen von Hypnose und Hypnotherapie im psychotherapeutischen und medizinischen Setting für Erwachsene, Kinder und Jugendliche, Neuropsychologie, (hypno)-systemischer Therapie und Coaching. Das Programm der Jahrestagungen bietet zudem stets ein breites Spektrum an praxisnahen Workshops mit live-Demonstrationen und Übungen in Kleingruppen.